# Норт-Лейкпорт (Каліфорнія)
Норт-Лейкпорт (англ. North Lakeport) — переписна місцевість (CDP) в США, в окрузі Лейк штату Каліфорнія. Населення — 3547 осіб (2020).

## Географія
Норт-Лейкпорт розташований за координатами 39°5′12″ пн. ш. 122°54′34″ зх. д. / 39.08667° пн. ш. 122.90944° зх. д. (39.086551, -122.909525).  За даними Бюро перепису населення США в 2010 році переписна місцевість мала площу 16,96 км², з яких 9,96 км² — суходіл та 7,01 км² — водойми.

## Демографія
Згідно з переписом 2010 року, у переписній місцевості мешкало 3314 осіб у 1414 домогосподарствах у складі 872 родин. Густота населення становила 195 осіб/км².  Було 1759 помешкань (104/км²).
Расовий склад населення:
| - 81,0 % — білих - 3,8 % — корінних американців - 1,2 % — азіатів - 0,8 % — чорних або афроамериканців - 0,1 % — вихідців з тихоокеанських островів - 8,2 % — осіб інших рас |

До двох чи більше рас належало 4,8 %. Частка іспаномовних становила 17,2 % від усіх жителів.
За віковим діапазоном населення розподілялося таким чином: 21,6 % — особи молодші 18 років, 58,0 % — особи у віці 18—64 років, 20,4 % — особи у віці 65 років та старші. Медіана віку мешканця становила 44,5 року. На 100 осіб жіночої статі у переписній місцевості припадало 96,1 чоловіків;  на 100 жінок у віці від 18 років та старших — 91,5 чоловіків також старших 18 років.
Середній дохід на одне домашнє господарство  становив 50 707 доларів США (медіана — 43 056), а середній дохід на одну сім'ю — 57 350 доларів (медіана — 45 156). За межею бідності перебувало 17,7 % осіб, у тому числі 35,5 % дітей у віці до 18 років та 11,9 % осіб у віці 65 років та старших.
Цивільне працевлаштоване населення становило 1077 осіб. Основні галузі зайнятості: освіта, охорона здоров'я та соціальна допомога — 25,8 %, транспорт — 15,6 %, мистецтво, розваги та відпочинок — 11,3 %, публічна адміністрація — 10,6 %.